# Landrace americano
La Landrace americana è una razza di maiale domestico di dimensioni medio/grandi.
Il colore del corpo e del rado pelame è bianco; il corpo è lungo, così come il muso e le orecchie, che sono pendule.
È una razza allevata principalmente per la carne. La razza è stata selezionata partire dalla Landrace danese, negli ultimi anni dell'Ottocento.
Inizialmente, la Danimarca impose restrizioni all'allevamento a scopo alimentare dei propri Landrace, fornendo solo 35 capi a scopo di ricerca; negli anni Cinquanta, grazie anche al contributo della Landrace svedese e della Landrace norvegese, i caratteri della razza americana erano già fissati.
Va sottolineato come nonostante il nome, sia questa razza che la Landrace danese da cui deriva non rispecchiano il significato originario che il termine zootecnico landrace ha nella lingua inglese, ovvero quello di razza naturale, allevata allo stato brado, i cui caratteri si sono evoluti nei secoli più per adattamento spontaneo a un determinato territorio che per selezione artificiale. Al contrario, si tratta di razze altamente selezionate, sebbene non sia escluso che al principio dell'opera di selezione siano state incluse tra le razze progenitrici alcune forme locali che avevano realmente le caratteristiche di landrace.